# (979) Ilsewa
(979) Ilsewa es un asteroide perteneciente al cinturón de asteroides descubierto el 29 de junio de 1922 por Karl Wilhelm Reinmuth desde el observatorio de Heidelberg-Königstuhl, Alemania.
Está nombrado en honor de Ilse Walldorf, una conocida del descubridor.